# 東方路 (高雄市)
東方路（Dongfang Rd.）為高雄市湖內區的東西向重要道路，起端銜接環球路，末端為興達港，分為主段及東方路一段，東方路2巷為分段點，編號台28線，是往來湖內區、茄萣區及路竹區的重要道路。因道路周邊鄰近大湖夜市、大湖車站、東方設計大學，生活機能完善。

## 行經行政區域
- 湖內區
- 茄萣區

## 沿線設施
（由東至西）
- 東方路：
  - 7-ELEVEN新東專門市
  - 7-ELEVEN東敏門市
  - 東方設計大學
  - 明寧靖王墓
  - 麥比拉生命園區
  - 台灣中油興達港站
- 東方路一段：
  - 興達港

## 公共自行車
- 高雄市公共自行車租賃系統：
  - 興達港情人碼頭：順漁路100號

## 相關連結
- 高雄市主要道路列表